# وی قیفاووس
وی قیفاووس یک ستاره است که در صورت فلکی قیفاووس قرار دارد.